# Madeleine Funck-Hellet
Pour les articles homonymes, voir Funck et Hellet.
Madeleine Lucie Funck-Hellet , née le 17 novembre 1891 à Clichy et morte le 26 février 1976 à Fréjus, est un artiste peintre et dramaturge français.

## Biographie
Madeleine Hellet est la fille de Paul Louis Hellet, médecin et maire de Clichy, et de Marie Marguerite Ferret. Elle reçoit des leçons de peinture de Ferdinand Humbert. En 1921, elle épouse le médecin d'origine luxembourgeoise Charles Funck (1883-1976), qui peint également et publie des ouvrages sur l'art. Tous deux portaient le nom de Funck-Hellet.
Madame Funck-Hellet peignait à l'huile, notamment des portraits et des intérieurs. Elle expose ses œuvres en Belgique et à l'étranger, notamment aux salons du Cercle artistique de Luxembourg (à partir de 1925), au Salon des indépendants (à partir de 1926) et aux salons de Clichy. Elle est membre de la Société nationale des beaux-arts. Sous le pseudonyme de Helle Hellet ou Hellet tout court, elle écrit plusieurs comédies dans les années 1950 et 1960.[réf. nécessaire]
Madeleine Funck-Hellet est décédée à l'âge de 84 ans, deux semaines après son mari.

## Ouvrages
- 1958 : L'idée coupable eut nom Gribouille, comédie en quatre actes.
- 1959 : Camping Cigalou, comédie en trois actes.
- 1961 : Elle apprend sa mort, comédie en trois actes.